# Parlamentswahl in der Valencianischen Gemeinschaft 2019
- UP: 8
- Compromís: 17
- PSOE: 27
- Cs: 18
- PP: 19
- VOX: 10

Die Regionalwahl 2019 in Valencia fand am Sonntag, dem 28. April 2019 statt. Alle 99 Sitze in den Corts standen zur Wahl. Gemäß dem Konvent sollte die Wahl am 26. Mai 2019 stattfinden, gleichzeitig mit den Regionalwahlen in zwölf weiteren autonomen Gemeinschaften und Kommunalwahlen in ganz Spanien sowie den Wahlen zum Europäischen Parlament 2019. Der Termin wurde jedoch um 4 Wochen vorgezogen und fand somit am selben Tag mit den vorgezogenen nationalen Neuwahlen zum Parlament statt.

## Wahlsystem
Die Corts Valencianes sind die zweckbestimmte, einkammrige Legislative der valencianischen Autonomen Gemeinschaft, die über legislative Befugnisse in regionalen Angelegenheiten im Sinne der spanischen Verfassung und des valencianischen Autonomiestatuts sowie über die Möglichkeit verfügt, einem Regierungspräsidenten das Vertrauen zu schenken oder es zu entziehen. Darüber hinaus müssen Valencianer im Ausland einen Antrag auf Stimmabgabe stellen, bevor sie wählen dürfen, ein System, das als „Bettelung“; oder Expat-Abstimmung bekannt ist (Spanisch: Voto rogado).
Die 99 Mitglieder der Corts Valencianes werden nach der D’Hondt-Methode und einem geschlossenen Listenverhältnis gewählt, wobei der Schwellenwert von 5 Prozent der gültigen Stimmen – einschließlich der leeren Stimmen – regional angewendet wird. Parteien, die den Schwellenwert nicht erreichen, werden bei der Sitzverteilung nicht berücksichtigt. Die Sitze werden den Wahlkreisen zugewiesen, die den Provinzen Alicante, Castellón und Valencia entsprechen. Jeder Wahlkreis hat Anspruch auf zunächst mindestens 20 Sitze, wobei die restlichen 39 im Verhältnis zu seiner Bevölkerung auf die Wahlkreise verteilt werden, unter der Bedingung, dass das Verhältnis von Sitz zu Bevölkerung in einer bestimmten Provinz das Dreifache eines anderen nicht überschreitet.
Das Wahlgesetz sieht vor, dass Parteien, Verbände, Koalitionen und Wählergruppen Kandidatenlisten vorlegen können. Die Zusammenschlüsse von Wählern sind jedoch verpflichtet, die Unterschrift von mindestens einem Prozent der in dem Wahlkreis, für den sie sich zur Wahl stellen, eingetragenen Wähler sicherzustellen. Den Wählern ist es untersagt, für mehr als eine Liste von Kandidaten zu unterschreiben. Gleichzeitig sind Parteien und Verbände, die beabsichtigen, eine Koalition einzugehen, um gemeinsam an einer Wahl teilzunehmen, verpflichtet, die zuständige Wahlkommission innerhalb von zehn Tagen nach der Wahl zu informieren.

## Wahldatum
Die Amtszeit der Corts Valencianes läuft vier Jahre nach dem Datum ihrer letzten Wahl ab, sofern sie nicht früher aufgelöst werden. Das Wahldekret wird spätestens am fünfundzwanzigsten Tag vor Ablauf der Gültigkeitsdauer des Parlaments erlassen und am folgenden Tag im Amtsblatt der valencianischen Gemeinschaft veröffentlicht, wobei der Wahltag am vierundfünfzigsten Tag nach der Veröffentlichung stattfindet. Die letzte Wahl fand am 24. Mai 2015 statt, d. h. die Amtszeit des Gesetzgebers endet am 24. Mai 2019. Der Wahlverordnung wird spätestens am 30. April 2019 veröffentlicht, wobei die Wahl am vierundfünfzigsten Tag nach der Veröffentlichung stattfindet und der spätestmögliche Wahltermin für die Corts am Sonntag, den 23. Juni 2019, festgelegt wird.